# Calle de los Desamparados
La calle de los Desamparados es una vía pública de la ciudad española de Segovia.

## Descripción
La vía, que debe el título al antiguo hospital de Desamparados, va desde la calle del Marqués del Arco hasta la del Vallejo. Donde estuvo el centro médico se encuentra ahora el convento de San Juan de Dios, que en su momento también dio nombre a la calle, que se conoció como «de San Juan de Dios». Aparece descrita en Las calles de Segovia (1918) de Mariano Sáez y Romero con las siguientes palabras:

Desamparados.—Va desde la calle de Daoíz a la de Covarrubias. Es calle de pronunciada pendiente, en la que se encuentra el convento llamado de San Juan de Dios, al que se agregó lo que antes fué Hospital de Desamparados, y de aquí el título de la vía, fundado en 1594 por D. Diego López, para asistencia de menesterosos y cuidado de pobres abandonados. Tiene el fundador su sepultura en la iglesia, formada ésta de dos naves paralelas, siendo una la capilla de San Gregorio, hoy coro de las monjas de la Comunidad de franciscanas de El Espinar. Antes se llamaba la calle de San Juan de Dios por el Santo titular de esta capilla.
(Sáez y Romero, 1918, p. 57)